# Lendas do Sul
Lendas do Sul (1913) é o terceiro livro do escritor gaúcho regionalista João Simões Lopes Neto (1865 - 1916). Ele também escreveu  Cancioneiro Guasca (1910), Contos Gauchescos (1912) e Casos do Romualdo (1914).
O livro narra várias conhecidas lendas do Rio Grande do Sul, outrora passadas de boca a boca, principalmente na região interiorana. Um dos contos apresentados, A Salamanca do Jarau inspirou Érico Veríssimo a escrever algumas partes de sua grande obra, O Tempo e o Vento.
Mas a lenda mais conhecida é, sem dúvida, o Negrinho do Pastoreio, história de um menino escravo que sofre nas mãos de seu dono e é ajudado por Nossa Senhora a encontrar um rebanho perdido. Trata-se de adaptação de uma lenda oral difundida de boca a boca nas senzalas e adotada pelos abolicionistas e que depois ganhou novas versões em prosa, verso, música e filme.
A compilação de lendas efetuada pelo escritor será de grande inspiração para os futuros escritores brasileiros do modernismo, mais especificamente do romance de 30, por se tratar da mais pura representação do homem brasileiro. Nas histórias, nada do homem é ignorado: sua linguagem seus hábitos e até reflexos do ambiente que o rodeia são descritos com uma linguagem despojada, porém de difícil compreensão para aqueles que não estão habituados ao vocabulário gaúcho. Por se encontrar em uma linha limite entre o realismo e o modernismo propriamente dito, as obras de João Simões Lopes Neto são agrupadas no perfil literário do pré-modernismo